# David Niven
James David Graham Niven (Londra, 1º marzo 1910 – Château-d'Œx, 29 luglio 1983) è stato un attore e scrittore britannico.

## Biografia

### Origini
Figlio di William Edward Graham Niven e di Henrietta Julia de Gacher, fu battezzato David in quanto nato il 1º marzo, giorno della festa di San Davide. Sebbene in più occasioni abbia affermato di essere nato a Kirriemuir, un piccolo centro della Scozia, il suo certificato riporta invece come luogo di origine la città di Londra. Sua madre, Henrietta, aveva origini francesi ed era figlia dell’ufficiale militare William Degacher, caduto nel 1879 nella battaglia di Isandlwana durante la guerra anglo-zulu, e di Julia Caroline Smith, figlia del tenente generale James Webber Smith. Il padre di David Niven, William Edward Graham Niven, era originario di St. Martin, un villaggio nel Perthshire. Intraprese la carriera militare, ma morì nel 1915 durante la prima guerra mondiale, nella campagna di Gallipoli (Turchia). La madre di David, proveniva da una famiglia benestante e si dedicava principalmente alla gestione della famiglia e alla vita sociale tipica dell’epoca e del suo ceto; si risposò nel 1917 con sir Thomas Comyn-Platt.
Nel suo libro NIV: The Authorized Biography of David Niven, Graham Lord suggerì che Comyn-Platt e la signora Niven avessero avuto una relazione antecedente alla morte del padre di David Niven. Lord ipotizzò inoltre che sir Thomas Comyn-Platt potesse essere il padre biologico di Niven, basandosi su alcune somiglianze fisiche riscontrate tra Niven e Comyn-Platt; tuttavia, l'attore ha sempre negato con decisione questa teoria. David Niven, che spesso dichiarava di essere nato a Kirriemuir in Scozia, preferendo questa origine a quella reale per motivi romantici, visse per un certo periodo a Bembridge, sull'Isola di Wight..

### Studi e servizio militare
Le scuole private britanniche dell'epoca erano particolarmente severe e spesso ricorrevano a punizione corporale per instillare la disciplina agli alunni. Di conseguenza, Niven venne espulso dalla scuola di Heatherdown all'età di dieci anni e mezzo e non poté pertanto frequentare il College di Eton. Dopo aver fallito l'esame d'ingresso alla scuola di marina a causa di difficoltà in matematica, frequentò la Stowe School, una scuola pubblica di recente fondazione guidata dal preside J.F. Roxburgh. Quest'ultimo, a differenza dei precedenti insegnanti di Niven, si mostrava gentile e premuroso e incoraggiava gli studenti a esprimere le proprie inclinazioni artistiche.
Niven poi scrisse: «Come fece questo, mai lo scoprirò, ma egli era in grado di far sentire ogni singolo ragazzo a scuola come se fosse il preside egli stesso». Successivamente entrò alla Reale accademia militare di Sandhurst e si diplomò nel 1930 con il grado di sottotenente del British Army. Durante questi anni acquisì quei tratti distintivi di "ufficiale gentiluomo" che sarebbero poi divenuti il segno della sua eleganza, mantenuta per tutta la vita e la carriera di attore. Niven richiese l'assegnazione agli Argyll and Sutherland Highlanders, ai Black Watch o all'Highland Light Infantry e fu destinato a quest'ultimo corpo, anche se non apprezzò del tutto questo periodo nell'esercito. Prestò servizio per due anni a Malta, dove strinse amicizia con Roy Urquhart, futuro comandante della 1st Airborne Division, e per alcuni mesi a Dover.
Promosso tenente il 1º gennaio 1933, Niven non ebbe opportunità di ulteriori avanzamenti a causa del suo atteggiamento poco conforme alla disciplina militare. La decisione definitiva di dimettersi giunse dopo una lunga lezione sulle mitragliatrici, che interferiva con i suoi piani per una cena con una giovane donna particolarmente attraente. Al termine della lezione, il maggiore generale incaricato chiese se ci fossero domande; mostrando la tipica ribellione giovanile, Niven rispose: «Potrebbe dirmi l'ora, signore? Devo prendere un treno». Per questo gesto di insubordinazione fu posto agli arresti, ma con l'aiuto di Rhoddy Rose (in seguito colonnello R.L.C. Rose, DSO, MC) riuscì a fuggire e partì per gli Stati Uniti. Durante la traversata dell'Atlantico, rassegnò le dimissioni tramite telegramma il 6 settembre 1933. Giunto a New York, tentò senza successo la carriera di piazzista di bevande alcoliche. Dopo un periodo trascorso alle Bermuda e a Cuba, arrivò a Hollywood nel 1934.

### Carriera
Quando Niven si presentò al Central Casting di Hollywood, apprese di aver bisogno di un permesso di lavoro per risiedere e lavorare negli Stati Uniti. Si trasferì quindi in Messico, dove lavorò come gun-man, occupandosi della pulizia e della lucidatura dei fucili dei cacciatori americani in visita. Quando il suo certificato di nascita arrivò dalla Gran Bretagna, ottenne il visto per gli Stati Uniti e poté tornare a Hollywood, dove fu accettato dal Central Casting come "Tipo anglosassone numero 2008". Niven fece le sue prime apparizioni sul grande schermo come comparsa nei film La costa dei barbari (1935) e La tragedia del Bounty (1935), che lo portarono all'attenzione del produttore cinematografico indipendente Samuel Goldwyn, il quale gli fece sottoscrivere un contratto e diede inizio alla sua carriera affidandogli un breve ruolo in Splendore (1935).
Niven fu quindi prestato alla MGM per una piccola parte in Rose Marie (1936) e alla Paramount per un ruolo più consistente in Palm Springs (1936). Il suo primo ruolo importante per Goldwyn fu nel dramma Infedeltà (1936) di William Wyler, in cui interpretò un uomo che flirta con Ruth Chatterton. Prestato alla 20th Century Fox per interpretare Bertie Wooster in Thank You, Jeeves! (1936), ottenne poi un buon ruolo come soldato in La carica dei 600 (1936), un film d'avventura con Errol Flynn, prodotto dalla Warner Bros.. Tornò a recitare per Goldwyn in Il nemico amato (1936), al fianco di Merle Oberon, con la quale ebbe una relazione sentimentale. La Universal Pictures lo impiegò in Capriccio di un giorno (1937), cui seguì un altro ruolo di supporto in Il prigioniero di Zenda (1937), prodotto da David O. Selznick.
Dopo il ruolo da protagonista in Pranzo al Ritz (1937), Niven ebbe un ruolo di supporto nella commedia L'ottava moglie di Barbablù (1938), diretta da Ernst Lubitsch alla Paramount, e fu uno dei quattro eroi di Il giuramento dei quattro (1938) di John Ford per la Fox, dove interpretò anche Three Blind Mice (1938). In quel periodo, Niven si unì a quello che divenne noto come "Hollywood Raj", un gruppo di attori britannici che comprendeva Rex Harrison, Boris Karloff, Stan Laurel, Basil Rathbone, Ronald Colman, Leslie Howard e C. Aubrey Smith. Secondo la sua autobiografia, Errol Flynn e lui diventarono amici e affittarono la casa di Rosalind Russell al 601 North Linden Drive, dove vissero da scapoli. Niven si affermò definitivamente sugli schermi con il film d'avventura Missione all'alba (1938) alla Warner, in cui ebbe un ruolo di primo piano accanto a Errol Flynn e Basil Rathbone. Pur riluttante, accettò il ruolo di Edgar nel dramma La voce nella tempesta (1939), prodotto da Goldwyn, film che ottenne un grande successo. La RKO Pictures lo prese in prestito per fargli interpretare l'innamorato di Ginger Rogers nella commedia romantica Situazione imbarazzante (1939). Goldwyn lo affiancò a Gary Cooper nel film La gloriosa avventura (1939), e Walter Wanger lo volle protagonista accanto a Loretta Young in Eternamente tua (1939). Goldwyn gli affidò infine un ruolo da protagonista, quello del ladro gentiluomo in Raffles (1939).

### Partecipazione alla seconda guerra mondiale
Dopo la dichiarazione di guerra del Regno Unito alla Germania nel 1939, Niven fece ritorno in patria e si arruolò nuovamente nell'esercito britannico. Fu l’unico tra le star britanniche di Hollywood a rientrare volontariamente, nonostante l’ambasciata del Regno Unito a Washington gli avesse consigliato di restare negli Stati Uniti. Il 25 febbraio 1940 venne reintegrato con il grado di tenente nella Brigata dei Fucilieri (Prince Consort's Own), e assegnato inizialmente a un battaglione di addestramento. Insoddisfatto dell’incarico ricevuto, Niven chiese ed ottenne il trasferimento nei commando, e fu destinato a un centro di addestramento presso la Inverailort House, nelle Highlands occidentali. Niven in seguito attribuì a sé stesso il merito di aver coinvolto il futuro maggior generale Sir Robert E. Laycock nell’unità. Promosso al grado di maggiore, assunse il comando dello Squadrone A del GHQ Liaison Regiment, noto anche come "Phantom", una formazione speciale di ricognizione incaricata di operare dietro le linee nemiche per raccogliere e trasmettere informazioni tattiche ai comandi alleati.

### Lavoro cinematografico per l'esercito
Niven collaborò anche con la Army Film and Photographic Unit (AFPU), l’unità cinematografica dell’esercito britannico. Tra le sue attività vi fu una piccola partecipazione a un’operazione di disinformazione organizzata dal MI5, che prevedeva l’impiego dell’attore M. E. Clifton James come sosia del generale Bernard Montgomery per depistare l’intelligence tedesca in vista dello sbarco in Normandia. Durante il servizio presso l’AFPU, Niven fu affiancato da Peter Ustinov, che allora svolgeva il ruolo di sceneggiatore. Nella sua autobiografia, Ustinov spiegò che fu formalmente assegnato come attendente a Niven, poiché le regole militari impedivano a un soldato semplice di collaborare direttamente con un ufficiale superiore come lui, che al tempo aveva il grado di tenente colonnello. Niven apparve inoltre in due film di guerra non ufficialmente prodotti dall’AFPU, ma realizzati con l’intento di sostenere lo sforzo bellico britannico, in particolare presso il pubblico statunitense: Il primo dei pochi (1942), diretto da Leslie Howard, e La via della gloria (1944), diretto da Carol Reed e interpretato anche da Peter Ustinov.

### Impiego nei teatri di guerra
Niven prese parte all’invasione alleata della Normandia nel giugno 1944, entrando in territorio francese pochi giorni dopo il D-Day. Grazie alle sue capacità attoriali e alla conoscenza della lingua tedesca, fu assegnato al Phantom Regiment, un’unità speciale di ricognizione e segnalazione incaricata di localizzare le postazioni nemiche e trasmettere in tempo reale informazioni strategiche agli alti comandi alleati. Rievocando quei momenti, Niven dichiarò: 
 Nonostante la notorietà e l’interesse mediatico per le celebrità impegnate in combattimento, Niven fu sempre restio a parlare pubblicamente delle sue esperienze belliche. A tal proposito, in un'intervista raccontò:
 L’attore espresse inoltre disprezzo per quegli editorialisti e giornalisti che, pur avendo avuto un coinvolgimento minimo nei combattimenti, scrivevano della guerra con toni autocelebrativi e prosa enfatica.

A proposito dell’esperienza in battaglia, Niven dichiarò: 
Nel febbraio 1940, poco dopo il suo ritorno in patria, Niven incontrò per la prima volta Winston Churchill in occasione di una cena ufficiale. Churchill, riconoscendolo tra i presenti, si avvicinò a lui e gli disse: «Giovanotto, hai fatto una bella cosa a rinunciare alla tua carriera cinematografica per combattere per il tuo Paese». Al che Niven rispose: «Se non l’avessi fatto, sarebbe stato spregevole».
Alcuni aneddoti emersi successivamente descrivono lo stile di comando di Niven durante il conflitto: prima di condurre i suoi uomini in azione, era solito sdrammatizzare la tensione con battute ironiche. Una delle più celebri fu: 
 Al termine del servizio militare, Niven fu congedato con il grado di tenente colonnello. Al suo ritorno a Hollywood, ricevette la Légion d'honneur francese e la Bronze Star Medal, decorazione dell’esercito degli Stati Uniti d'America. Lo stesso Dwight D. Eisenhower, all’epoca General of the Army delle forze armate statunitensi e futuro Presidente degli Stati Uniti d'America, sostenne personalmente l’attività di Niven nell’ambito del progetto BBC Allied Expeditionary Forces Programme, un’emittente radiofonica creata per intrattenere e informare le truppe alleate. In tale contesto, Niven collaborò con la BBC e lavorò talvolta insieme al maggiore Glenn Miller e alla sua Miller's Army Air Force Band.

### Il secondo dopoguerra e il ritorno a Hollywood
Niven riprese la carriera cinematografica mentre si trovava ancora in Inghilterra, interpretando il ruolo da protagonista in Scala al paradiso (1946), diretto da Michael Powell ed Emeric Pressburger. Il film, acclamato dalla critica per l’originalità della narrazione e l’innovazione tecnica, ottenne un ampio successo presso il pubblico britannico e venne scelto come opera inaugurale per la prima edizione della Royal Film Performance.
Dopo il ritorno a Hollywood, Niven fu scritturato da Samuel Goldwyn per interpretare il ruolo di Aaron Burr in La magnifica bambola (1946), accanto a Ginger Rogers. Nel 1947 recitò nuovamente con Loretta Young in due film: Un matrimonio ideale e La moglie del vescovo, in quest’ultimo condividendo la scena anche con Cary Grant. Nel 1948 tornò temporaneamente in Inghilterra quando Goldwyn lo prestò al produttore Alexander Korda per il ruolo da protagonista nel film storico Carlo di Scozia (1948), basato sulla figura del principe Carlo Edoardo Stuart. Tornato a Hollywood, fu protagonista del romantico Fuga nel tempo (1948), e l’anno successivo apparve accanto a Shirley Temple nella commedia Bella e bugiarda (1949).
Tuttavia, nessuno di questi ultimi film riscosse successo al botteghino, e ciò influì negativamente sulla sua carriera in quel periodo.
Niven tornò in Gran Bretagna per interpretare il ruolo del protagonista in L'inafferrabile Primula Rossa (1950), diretto da Michael Powell ed Emeric Pressburger. Il film avrebbe dovuto essere finanziato congiuntamente da Alexander Korda e Samuel Goldwyn, ma Goldwyn si ritirò dal progetto e la pellicola non venne distribuita negli Stati Uniti fino a tre anni dopo l’uscita britannica. Niven ebbe un lungo e complesso rapporto professionale con Goldwyn, che lo aveva introdotto nel mondo del cinema. Tuttavia, la disputa sul finanziamento e la distribuzione di L'inafferrabile Primula Rossa, unita alle crescenti richieste economiche di Niven, causarono un prolungato allontanamento tra i due durante gli anni cinquanta..
Niven tentò di riconquistare il successo apparendo al fianco di Mario Lanza e Kathryn Grayson nel musical della MGM Il pescatore della Louisiana (1950). Successivamente tornò in Gran Bretagna per recitare nella commedia L'amore è bello (1951), che, pur non ottenendo particolare successo negli Stati Uniti, riscosse un ampio favore presso il pubblico britannico. Ottenuto un ruolo di supporto in I tre soldati (1951), film d’avventura che ricordava i titoli dei primi anni della sua carriera, Niven ottenne una parte più significativa nel film bellico britannico Appointment with Venus (1951), che fu molto apprezzato in Gran Bretagna. Nel medesimo anno recitò anche nella commedia Innamorati dispettosi.

### Broadway e il rilancio
Niven tentò di affermarsi anche a Broadway, recitando accanto a Gloria Swanson nella commedia Nina (1951-1952), che tuttavia rimase in cartellone per sole 45 repliche. Il regista Otto Preminger, dopo aver assistito a una rappresentazione, lo scritturò per l’adattamento cinematografico della commedia The Moon Is Blue. Il film, distribuito con il titolo La vergine sotto il tetto (1953), ottenne un notevole successo commerciale e suscitò scalpore per i dialoghi allusivi e i riferimenti sessuali, considerati audaci per l’epoca. Nonostante le controversie, Niven fu premiato con il Golden Globe come miglior attore in un film commedia o musicale per la sua interpretazione. Rientrato in Inghilterra, recitò nella commedia L'idolo (1954), nel dramma Per una questione di principio (1954), che gli valse una candidatura al BAFTA come miglior attore protagonista, e nella commedia L'eredità di un uomo tranquillo (1954), accanto a Yvonne De Carlo.
Tornò a Hollywood per interpretare un ruolo da antagonista nel film di cappa e spada della MGM Il ladro del re (1955), e successivamente recitò nella commedia Le tre notti di Eva (1956), al fianco di Mitzi Gaynor. Niven riconquistò la popolarità internazionale grazie al ruolo di Phileas Fogg in Il giro del mondo in 80 giorni (1956), prodotto da Mike Todd e diretto da Michael Anderson. Il film fu un enorme successo al botteghino e contribuì in modo determinante a rilanciare la sua carriera. Negli anni successivi apparve in una serie di commedie, tra cui Le donne hanno sempre ragione (1957), La capannina (1957), L'impareggiabile Godfrey (1957), e nel dramma Buongiorno tristezza (1958), diretto nuovamente da Otto Preminger.

### L'Oscar e il successo internazionale

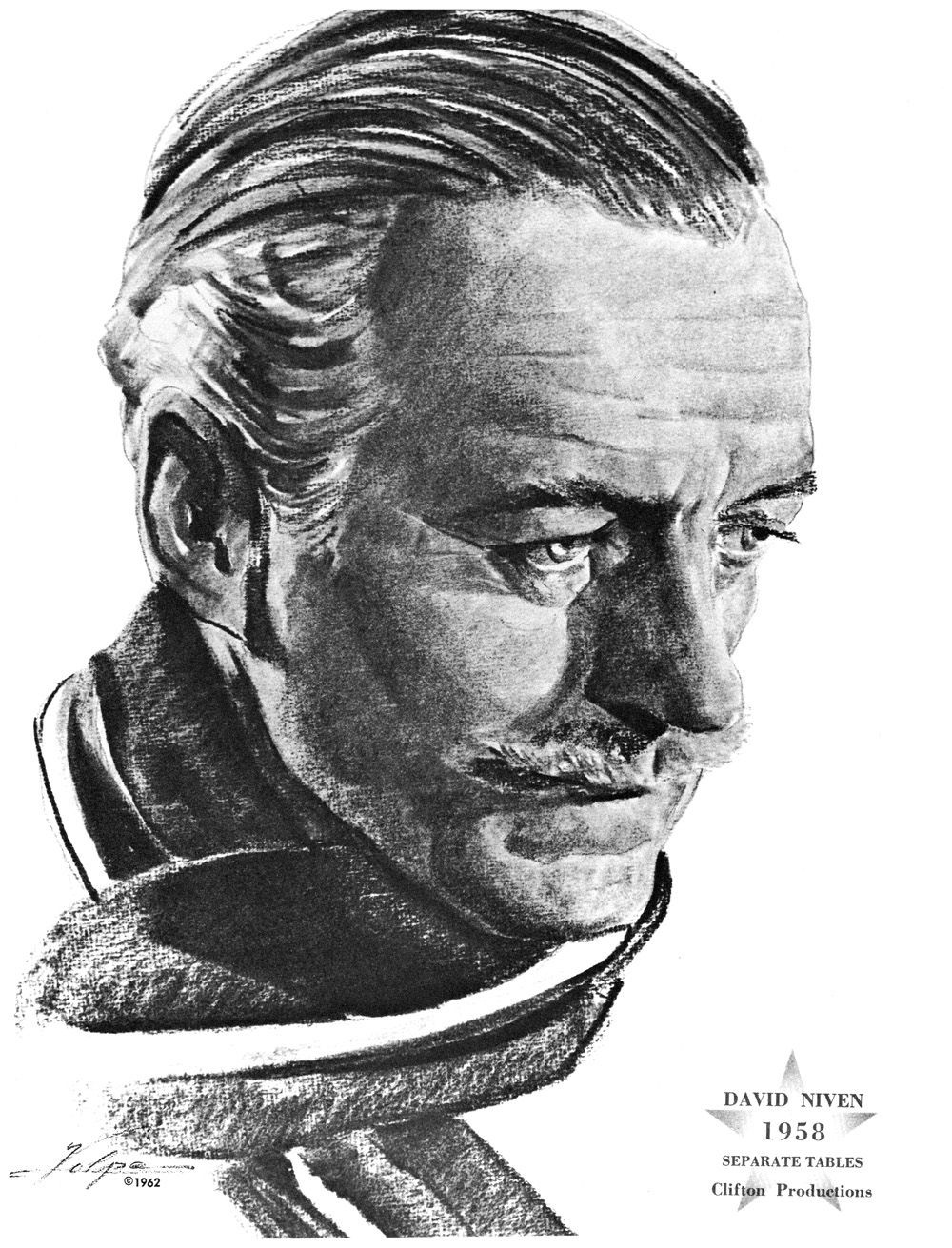
L'attore ritratto nel 1958

Niven è l’unico attore ad aver vinto un Oscar durante una cerimonia che stava anche co-presentando. Alla sua prima e unica candidatura, vinse l’Oscar al miglior attore nel 1959 per il ruolo del maggiore Angus Pollock in Tavole separate, adattamento cinematografico dell’opera teatrale di Terence Rattigan. Con una presenza sullo schermo di circa 23 minuti, la sua fu per decenni la più breve interpretazione a essere premiata con l'Oscar al miglior attore protagonista, record superato solo nel 1992 da Anthony Hopkins per Il silenzio degli innocenti, con un tempo di apparizione leggermente superiore ai 16 minuti. Niven fu inoltre co-conduttore delle cerimonie degli Oscar 1958 (30ª edizione), 1959 (31ª edizione) e 1974 (46ª edizione).
Dopo la vittoria dell'Oscar, la carriera di Niven proseguì con successo. Nel 1959 fu protagonista di una propria serie televisiva antologica, il The David Niven Show, trasmessa dalla NBC e composta da 13 episodi. Concluse così il decennio del suo rilancio cinematografico interpretando ruoli da protagonista in diverse commedie, tra cui Tutte le ragazze lo sanno (1959), accanto a Shirley MacLaine, Divieto d'amore (1959), con Mitzi Gaynor, e Non mangiate le margherite (1960), al fianco di Doris Day. Negli anni sessanta la sua popolarità si legò anche a numerose produzioni belliche e d'azione, tra cui I cannoni di Navarone (1961), I due nemici (1961), La città prigioniera (1962), L'attimo della violenza (1962) e 55 giorni a Pechino (1963), quest'ultimo interpretato insieme a Charlton Heston e Ava Gardner.
Niven tornò alla commedia brillante interpretando Sir Charles Lytton nel film La Pantera Rosa (1963) di Blake Edwards, che ottenne un notevole successo al botteghino e diede origine a una fortunata serie cinematografica. Meno apprezzata fu la commedia I due seduttori (1964), in cui recitò al fianco di Marlon Brando. Nel 1965 fu protagonista di due produzioni della MGM: Lady L, diretto da Peter Ustinov e interpretato insieme a Sophia Loren e Paul Newman, e A caccia di spie, una commedia di spionaggio in cui interpretava un chirurgo trasformato in agente segreto. Dopo aver recitato nel thriller a tinte folk-horror Cerimonia per un delitto (1966), Niven fu tra i protagonisti della parodia James Bond 007 - Casino Royale (1967), in cui vestiva i panni di un anziano e sofisticato James Bond. Secondo il produttore Charles K. Feldman, lo scrittore Ian Fleming avrebbe originariamente immaginato il personaggio di Bond ispirandosi proprio a Niven, che rappresentava l’archetipo dell’agente britannico elegante e distaccato.
Sul finire degli anni sessanta, Niven apparve in diverse commedie, tra cui Prudenza e la pillola (1968), Gli anni impossibili (1968) e Il cervello (1969), al fianco di Bourvil e Jean-Paul Belmondo, film che riscosse un notevole successo commerciale in Francia. Tornò al genere drammatico con il film bellico Prima che venga l'inverno (1969), per poi cimentarsi nuovamente nella commedia con La statua (1971), diretto da Rod Amateau e interpretato insieme a Virna Lisi, e con Un ospite gradito… per mia moglie (1972), diretto da Jerzy Skolimowski e interpretato accanto a Gina Lollobrigida.
Niven si affermò anche nella televisione statunitense, fondando la casa di produzione Four Star Television insieme ai colleghi Dick Powell, Ida Lupino e Charles Boyer. Fu produttore esecutivo di diverse serie antologiche, tra cui Four Star Playhouse (1952-1956), nella quale apparve anche come interprete in numerosi episodi. Negli anni sessanta fu protagonista della serie televisiva Gli inafferrabili (The Rogues, 1964-1965), insieme a Boyer, Gig Young e Robert Coote. La serie vinse il Golden Globe per la miglior trasmissione televisiva nel 1964. Il personaggio da lui interpretato, Alexander "Alec" Fleming, membro di una sofisticata famiglia di ladri e truffatori, rappresentò l’unico ruolo ricorrente di Niven in una serie televisiva.
Niven continuò a essere attivo e richiesto durante tutti gli anni settanta. Apparve in due produzioni della Disney, La gang della spider rossa (1976) e Una ragazza, un maggiordomo e una lady (1977), entrambe dirette da Norman Tokar. Nel 1976 fu tra i protagonisti della commedia gialla Invito a cena con delitto, diretta da Robert Moore, in cui interpretò l'investigatore Dick Charles. Nel 1978 interpretò il ruolo del colonnello Race in Assassinio sul Nilo, diretto da John Guillermin e interpretato insieme a Peter Ustinov nel ruolo di Hercule Poirot. Nel 1974, durante la conduzione della 46ª edizione della cerimonia degli Oscar, fu protagonista di un episodio di streaking, quando un uomo nudo attraversò di corsa il palcoscenico alle sue spalle. Niven commentò: «Non è affascinante pensare che probabilmente l'unica risata che l'uomo otterrà mai nella sua vita è spogliarsi e mostrare di non essere all'altezza?».
Alla fine del decennio apparve ancora nella commedia poliziesca Rapina in Berkeley Square (1979) e nel film d’avventura bellico Amici e nemici (1979). Successivamente partecipò a Taglio di diamanti (1980) e a L'oca selvaggia colpisce ancora (1980), quest’ultimo un film d’avventura in cui recitò al fianco di Gregory Peck e Roger Moore. Il suo ultimo ruolo di rilievo fu nella commedia Profumo di mare (1982). Apparve inoltre in due occasioni sul grande schermo riprendendo il ruolo di Sir Charles Lytton in Sulle orme della Pantera Rosa (1982) e in Pantera Rosa - Il mistero Clouseau (1983), entrambi i film girati contemporaneamente. In questi "cameo" Niven manifestò difficoltà nell’eloquio che resero la sua voce quasi impercettibile, motivo per cui fu doppiato dall’imitatore Rich Little.

### Gli ultimi anni
Già a partire dal 1980, Niven iniziò a manifestare segni di stanchezza, debolezza muscolare e disturbi dell'eloquio. Nel 1981, durante alcune apparizioni ai talk show di Michael Parkinson e Merv Griffin, le sue difficoltà nell'esprimersi suscitarono preoccupazione negli spettatori, che si chiesero se fosse stato colpito da un ictus o se avesse fatto uso di alcol. Nello stesso anno gli fu diagnosticata la sclerosi laterale amiotrofica. La sua ultima apparizione pubblica a Hollywood avvenne in occasione di una cerimonia di tributo a Fred Astaire organizzata dall'American Film Institute. Nel febbraio 1983, utilizzando un nome falso per evitare l'attenzione dei media, fu ricoverato in ospedale per dieci giorni, ufficialmente a causa di un problema digestivo. Successivamente fece ritorno al suo chalet di Château-d'Œx, in Svizzera, dove le sue condizioni peggiorarono progressivamente; rifiutò però di tornare in ospedale, decisione sostenuta dalla famiglia. Morì il 29 luglio 1983, all'età di 73 anni, e fu sepolto nel cimitero di Château-d'Œx.
Il biografo Graham Lord riferì, a proposito del giorno dei funerali di Niven:
 

## Vita privata
Nel 1940 Niven sposò Primula "Primmie" Susan Rollo, figlia dell'avvocato londinese William H.C. Rollo. Dal matrimonio nacquero due figli: David Jr. (1942) e Jamie (1945). La moglie morì nel 1946, all’età di 28 anni, a causa delle complicazioni derivanti da una caduta accidentale che le provocò una frattura cranica con danni cerebrali. L’incidente avvenne durante una partita di nascondino nella casa dell’attore Tyrone Power: Primmie aprì una porta, probabilmente credendo fosse un armadio, e cadde giù per una rampa di scale. Morì il giorno successivo, nonostante un intervento chirurgico. Niven dedicò toccanti pagine a questo matrimonio e alla tragica scomparsa della moglie nella sua autobiografia La luna è un pallone.
La seconda moglie di David Niven fu Hjördis Paulina Genberg (1919–1997), una modella e attrice svedese. I due si incontrarono nel gennaio 1948 durante le riprese del film Carlo di Scozia e si sposarono dieci giorni dopo il loro incontro. Adottarono due figlie, Kristina Niven e Fiona Niven. La relazione tra Niven e Hjördis fu segnata da difficoltà. Secondo alcune fonti, il matrimonio fu turbolento, con Hjördis che ebbe difficoltà personali, tra cui problemi legati all'alcolismo. Tuttavia, è importante notare che le informazioni su questi aspetti sono basate su testimonianze e non sempre confermate da fonti primarie. Nonostante le difficoltà, Hjördis rimase al fianco di Niven fino alla sua morte nel 1983. In seguito, Hjördis si trasferì in Svizzera, dove visse fino alla sua morte nel 1997.
Amareggiata, estraniata e afflitta dalla depressione, si mostrò ubriaca ai funerali di Niven, dopo essere stata convinta a parteciparvi dal principe Ranieri, amico di famiglia. Nel libro di memorie di Niven non sono menzionate difficoltà esistenziali di Hjördis né crisi matrimoniali, fatta eccezione per un breve periodo di separazione di pochi giorni, dopo il quale il matrimonio venne descritto come ulteriormente rafforzato. Nel 1960 Niven trasferì la propria residenza a Château-d'Œx, località svizzera nel Cantone di Vaud, dove visse fino alla morte e dove fu sepolto. Negli anni sessanta e settanta trascorse parte del suo tempo anche in un'altra residenza sulla Costa Azzurra, chiamata "Lo Scoglietto" e situata a Cap Ferrat.
Una biografia dedicata a Niven, pubblicata nel 2009, ha rivelato, sulla base delle informazioni fornite dalla vedova e da un suo caro amico, l'esistenza di una relazione con la principessa Margaret, vent'anni più giovane di lui.

## Libri
David Niven scrisse quattro libri. Il primo, il romanzo Round the Rugged Rocks (pubblicato contemporaneamente negli Stati Uniti col titolo Once Over Lightly), tutt'altro che trascurabile, apparve nel 1951 ma venne presto dimenticato. In quel momento la sua carriera cinematografica era al suo punto più basso. La trama era chiaramente autobiografica (anche se non riconosciuta come tale al momento della pubblicazione), e raccontava di un giovane soldato, John Hamilton, che lascia l'esercito britannico, diventa un venditore di liquori a New York, si dedica alle corse di cavalli indoor, va a Hollywood, diventa marinaio su un peschereccio e infine diventa una star del cinema di grande successo.
Nel 1971 pubblicò la sua autobiografia, La luna è un pallone, che ottenne un’accoglienza largamente favorevole di pubblico e critica, vendendo oltre cinque milioni di copie. 
Nel 1975 uscì un secondo libro di memorie, Bring On the Empty Horses (letteralmente: "portate i cavalli vuoti", frase pronunciata dal regista Michael Curtiz sul set del film La carica dei seicento), una raccolta di divertenti reminiscenze sull’Età d’oro di Hollywood fra il 1935 e il 1960, dagli incerti e difficili esordi come espatriato britannico al successo illustrando un'epoca e un sistema di lavoro nient'affatto semplice, costruito in una California già al centro dell'attenzione mediatica mondiale. Niven raccontò molti aneddoti e episodi in prima persona, anche se è stato osservato che alcuni fatti potrebbero riguardare in realtà amici e colleghi, in particolare Cary Grant. Il sistema del cinema americano, i produttori, i registi, la costruzione di star a tavolino, la loro ascesa e declino, repentino o progressivo, il controllo assoluto delle major sugli attori vengono raccontati con brio e misura, senza scadere nello scandalismo, con una partecipazione distaccata in una scrittura giornalistica elegante. La propensione di Niven a rappresentare i fatti in modo romanzesco può essere confrontata tra le sue descrizioni scritte e le registrazioni filmate, come nel caso del suo discorso di accettazione del Premio Oscar, che risulta nei filmati dell’epoca più breve e sobrio rispetto a quanto riportato nella sua autobiografia. 
Nel 1981 Niven pubblicò un romanzo di maggiore successo, Va’ piano, torna presto, una storia d’amore ambientata durante e dopo la Seconda guerra mondiale, ispirata alle sue esperienze belliche e alla vita a Hollywood. Al momento della sua morte stava lavorando a un terzo romanzo.

## Filmografia

### Cinema
- There Goes the Bride, regia di Albert de Courville (1932)
- Cleopatra, regia di Cecil B. DeMille (1934)
- Senza rimpianto (Without Regret), regia di Harold Young (1935)
- La costa dei barbari (Barbary Coast), regia di Howard Hawks (1935)
- A Feather in Her Hat, regia di Alfred Santell (1935)
- La tragedia del Bounty (Mutiny on the Bounty), regia di Frank Lloyd (1935)
- Splendore (Splendor), regia di Elliott Nugent (1935)
- Rose Marie, regia di W.S. Van Dyke II (1936)
- Palm Springs, regia di Aubrey Scotto (1936)
- Infedeltà (Dodsworth), regia di William Wyler (1936)
- Thank You, Jeeves!, regia di Arthur Greville Collins (1936)
- La carica dei 600 (The Charge of the Light Brigade), regia di Michael Curtiz (1936)
- Il nemico amato (Beloved Enemy), regia di Henry C. Potter (1936)
- Capriccio di un giorno (We Have Our Moments), regia di Alfred L. Werker (1937)
- Il prigioniero di Zenda (The Prisoner of Zenda), regia di John Cromwell (1937)
- Pranzo al Ritz (Dinner at the Ritz), regia di Harold D. Schuster (1937)
- L'ottava moglie di Barbablù (Bluebeard's Eighth Wife), regia di Ernst Lubitsch (1938)
- Il giuramento dei quattro (Four Men and a Prayer), regia di John Ford (1938)
- Three Blind Mice, regia di William A. Seiter (1938)
- Missione all'alba (The Dawn Patrol), regia di Edmund Goulding (1938)
- La voce nella tempesta (Wuthering Heights), regia di William Wyler (1939)
- Situazione imbarazzante (Bachelor Mother), regia di Garson Kanin (1939)
- La gloriosa avventura (The Real Glory), regia di Henry Hathaway (1939)
- Eternamente tua (Eternally Yours), regia di Tay Garnett (1939)
- Raffles, regia di Sam Wood (1939)
- Il primo dei pochi (The First of the Few) (oppure Spitfire), regia di Leslie Howard (1942)
- La via della gloria (The Way Ahead), regia di Carol Reed (1944)
- Scala al paradiso (A Matter of Life and Death) (oppure Stairway to Heaven), regia di Michael Powell ed Emeric Pressburger (1946)
- La magnifica bambola (Magnificent Doll), regia di Frank Borzage (1946)
- Orchidea bianca (The Other Love), regia di André De Toth (1947)
- Un matrimonio ideale (The Perfect Marriage), regia di Lewis Allen (1947)
- La moglie del vescovo (The Bishop's Wife), regia di Henry Koster (1947)
- Carlo di Scozia (Bonnie Prince Charlie), regia di Anthony Kimmins e Alexander Korda (1948)
- Fuga nel tempo (Enchantment), regia di Irving Reis (1948)
- A Kiss in the Dark, regia di Delmer Daves (1949)
- Bella e bugiarda (A Kiss for Corliss), regia di Richard Wallace (1949)
- L'inafferrabile Primula Rossa (The Elusive Pimpernel), regia di Michael Powell ed Emeric Pressburger (1950)
- Il pescatore della Louisiana (The Toast of New Orleans), regia di Norman Taurog (1950)
- I tre soldati (Soldiers Three), regia di Tay Garnett (1951)
- L'amore è bello (Happy Go Lovely), regia di H. Bruce Humberstone (1951)
- Appointment with Venus, regia di Ralph Thomas (1951)
- Innamorati dispettosi (The Lady Says No), regia di Frank Ross (1951)
- La vergine sotto il tetto (The Moon Is Blue), regia di Otto Preminger (1953)
- L'idolo (The Love Lottery), regia di Charles Crichton (1954)
- L'eredità di un uomo tranquillo (Happy Every After) (oppure Tonight's the Night), regia di Mario Zampi (1954)
- Per una questione di principio (Court Martial) (oppure Carrinngton, V.C.), regia di Anthony Asquith (1955)
- Il ladro del re (The King's Thief), regia di Robert Z. Leonard (1955)
- Le tre notti di Eva (The Birds and the Bees), regia di Norman Taurog (1956)
- Il giro del mondo in 80 giorni (Around the World in Eighty Days), regia di Michael Anderson (1956)
- La volpe di Londra (The Silken Affair), regia di Roy Kellino (1956)
- Le donne hanno sempre ragione (Oh, Men! Oh, Women!), regia di Nunnally Johnson (1957)
- La capannina (The Little Hut), regia di Mark Robson (1957)
- L'impareggiabile Godfrey (My Man Godfrey), regia di Henry Koster (1957)
- Glamorous Hollywood (1958) (parte minore)
- Buongiorno tristezza (Bonjour tristesse), regia di Otto Preminger (1958)
- Tavole separate (Separate Tables), regia di Delbert Mann (1958)
- Tutte le ragazze lo sanno (Ask Any Girl), regia di Charles Walters (1959)
- Divieto d'amore (Happy Anniversary), regia di David Miller (1959)
- Non mangiate le margherite (Please Don't Eat the Daisies), regia di Charles Walters (1960)
- I cannoni di Navarone (The Guns of Navarone), regia di J. Lee Thompson (1961)
- I due nemici (The Best of Enemies), regia di Guy Hamilton (1961)
- La città prigioniera, regia di Joseph Anthony (1962)
- Astronauti per forza (The Road to Hong Kong), regia di Norman Panama (1962) (Cameo)
- L'attimo della violenza (Guns of Darkness), regia di Anthony Asquith (1962)
- 55 giorni a Pechino (55 Days at Peking), regia di Nicholas Ray (1963)
- La Pantera Rosa (The Pink Panther), regia di Blake Edwards (1963)
- I due seduttori (Bedtime Story), regia di Ralph Levy (1964)
- A caccia di spie (Where the Spies Are), regia di Val Guest (1965)
- Lady L, regia di Peter Ustinov (1965)
- All Eyes on Sharon Tate (1967) (parte minore)
- James Bond 007 - Casino Royale (Casino Royale), regia di Val Guest e Ken Hughes (1967)
- Cerimonia per un delitto (Eye of the Devil), regia di J. Lee Thompson (1967)
- Prudenza e la pillola (Prudence and the Pill), regia di Fielder Cook e Ronald Neame (1968)
- Gli anni impossibili (The Impossible Years), regia di Michael Gordon (1968])
- Il capitano di lungo... sorso (The Extraordinary Seaman), regia di John Frankenheimer (1969)
- Il cervello (The Brain), regia di Gérard Oury (1969)
- Prima che venga l'inverno (Before Winter Comes), regia di J. Lee Thompson (1969)
- La statua (The Statue), regia di Rod Amateau (1971)
- Un ospite gradito... per mia moglie (Konig, Dame, Bube) (oppure King, Queen, Knave), regia di Jerzy Skolimowski (1972)
- Vampira (Vampira) (oppure Old Dracula), regia di Clive Donner (1974)
- Buona fortuna Maggiore Bradbury (Paper Tiger), regia di Ken Annakin (1975)
- La gang della spider rossa (No Deposit, No Return), regia di Norman Tokar (1976)
- Invito a cena con delitto (Murder by Death), regia di Robert Moore (1976)
- Una ragazza, un maggiordomo e una lady (Candleshoe), regia di Norman Tokar (1977)
- Assassinio sul Nilo (Death on the Nile), regia di John Guillermin (1978)
- Rapina in Berkeley Square (A Nightingale Sang in Berkeley Square), regia di Ralph Thomas (1979)
- Amici e nemici (Escape to Athena), regia di George Pan Cosmatos (1979)
- Intrepid (A Man Called Intrepid), regia di Peter Carter (1979)
- Taglio di diamanti (Rough Cut), regia di Don Siegel (1980)
- L'oca selvaggia colpisce ancora (The Sea Wolves: The Last Charge of the Calcutta Light Horse), regia di Andrew V. McLaglen (1980)
- Profumo di mare (Better Late Than Never), regia di Bryan Forbes (1982)
- Sulle orme della Pantera Rosa (Trail of the Pink Panther), regia di Blake Edwards (1982)
- Pantera Rosa - Il mistero Clouseau (Curse of the Pink Panther), regia di Blake Edwards (1983)

### Televisione
- Four Star Playhouse – serie TV, 33 episodi (1952-1956)
- The Star and the Story – serie TV, episodio 2x12 (1956)
- Mr. Adams and Eve – serie TV, episodio 2x02 (1957)
- Goodyear Theatre – serie TV, 5 episodi (1957-1958)
- David Niven Show (The David Niven Show) – serie TV, 13 episodi (1959)
- June Allyson Show (The DuPont Show with June Allyson) – serie TV, episodio 1x16 (1960)
- La legge di Burke (Burke's Law) – serie TV, episodio 1x08 (1963)
- Gli inafferrabili (The Rogues) – serie TV, 30 episodi (1964-1965)

## Riconoscimenti
- Premio Oscar
  - 1959 – Migliore attore protagonista per Tavole separate
- Golden Globe
  - 1954 – Miglior attore in un film commedia o musicale per La vergine sotto il tetto
  - 1958 – Candidatura al miglior attore in un film commedia o musicale per L'impareggiabile Godfrey
  - 1959 – Miglior attore in un film drammatico per Tavole separate

## Doppiatori italiani
- Nando Gazzolo in Il giro del mondo in 80 giorni, Buongiorno tristezza, Tavole separate, Tutte le ragazze lo sanno, Divieto d'amore, Non mangiate le margherite, I cannoni di Navarone, La Pantera Rosa, I due seduttori, A caccia di spie, James Bond 007 - Casino Royale, Prudenza e la pillola, Il capitano di lungo... sorso, Il cervello, Assassinio sul Nilo
- Augusto Marcacci in La voce nella tempesta, Situazione imbarazzante, La gloriosa avventura, Orchidea bianca, Fuga nel tempo, L'impareggiabile Godfrey
- Stefano Sibaldi in La moglie del vescovo, I tre soldati, La vergine sotto il tetto, I due nemici, La città prigioniera, 55 giorni a Pechino
- Giulio Panicali in Il nemico amato, Un matrimonio ideale, Carlo di Scozia, L'amore è bello
- Cesare Barbetti nei ridoppiaggi di L'ottava moglie di Barbablù, Raffles, La moglie del vescovo, Fuga nel tempo
- Emilio Cigoli in Il ladro del re, Le tre notti di Eva, Le donne hanno sempre ragione
- Sandro Ruffini in Raffles, Il pescatore della Louisiana
- Gianni Bonagura in Vampira, Invito a cena con delitto
- Gianni Marzocchi in L'oca selvaggia colpisce ancora, Sulle orme della Pantera Rosa
- Roldano Lupi in Eternamente tua
- Riccardo Mantoni in La capannina
- Paolo Ferrari in Scala al paradiso (ridoppiaggio)[13]
- Sergio Graziani in Lady L
- Pino Colizzi in La voce nella tempesta (ridoppiaggio)
- Walter Maestosi in Amici e nemici
- Ettore Conti in Profumo di mare
- Michele Kalamera in Pantera Rosa - Il mistero Clouseau
- Luciano Melani in Infedeltà (ridoppiaggio)
- Elio Pandolfi in Una ragazza, un maggiordomo e una lady (doppiaggio tardivo)